# Dinner for Schmucks
Dinner for Schmucks is een Amerikaanse komediefilm uit 2010. De film ging in Nederland op 26 augustus 2010 in première. Deze remake van de Franse film Le Dîner de Cons (1998) werd geregisseerd door Jay Roach. In de film spelen onder anderen Steve Carell, Paul Rudd en Zach Galifianakis.

## Verhaal
Tim Conrad (Paul Rudd) is een financieel manager, die aast op een promotie. Op een dag lukt het hem een afspraak te regelen met een rijke zakenman uit Zwitserland, Martin Mueller (David Walliams). De baas van Tim, Lance Fender (Bruce Greenwood), is onder de indruk van Tims werkwijze en nodigt hem uit tot een wel zeer ongewoon diner. Het is de bedoeling dat iedere gast een excentriek persoon met een speciaal talent meebrengt. Al snel komt hij erachter dat dit diner bedoeld is om de spot te drijven met deze bijzondere figuren. Tim ontmoet de belastingambtenaar Barry Speck (Steve Carell), die het voor elkaar krijgt om het leven te ruïneren van iedereen die ook maar even in zijn gezelschap verkeert. Het diner gaat dan ook allesbehalve als gepland.

## Rolverdeling
| Acteur            | Personage                               |
| ----------------- | --------------------------------------- |
| Steve Carell      | Barry Speck                             |
| Paul Rudd         | Tim Conrad                              |
| Zach Galifianakis | Therman Murch                           |
| Jemaine Clement   | Kieran Vollard                          |
| Bruce Greenwood   | Lance Fender                            |
| Ron Livingston    | Caldwell                                |
| Andrea Savage     | Robin                                   |
| Lucy Punch        | Darla                                   |
| David Walliams    | Mueller                                 |
| Stephanie Szostak | Julie                                   |
| Rick Overton      | The Beard Champion                      |
| P.J. Byrne        | Davenport                               |
| Octavia Spencer   | Madame Nora                             |
| Alex Parlar       | Santiago Pérez                          |
| Jeff Dunham       | Lewis/Debbie                            |
| Chris O'Dowd      | Marco                                   |
| Kristen Schaal    | Susana                                  |
| Patrick Fischler  | Vincenzo                                |
| Randall Park      | Henderson                               |
| Larry Wilmore     | Williams                                |
| Alex Borstein     | Martha (Barrys vrouw/Thermans vriendin) |